# アンドリュー・ニコル
アンドリュー・ニコル（Andrew Niccol, 1964年6月10日 - ）は、ニュージーランド出身の映画監督。

## 略歴
ニュージーランドのパラパラウムで生まれ、オークランドで育った。21歳でニュージーランドを離れ、ロンドンでテレビコマーシャルの監督となる。10年ほどその分野で活躍した後、映画監督を目指してロサンゼルスに移る。
『シモーヌ』で主人公を演じたレイチェル・ロバーツと結婚し、1児がいる。

## フィルモグラフィ
- ガタカ Gattaca (1997年) - 監督・脚本
- トゥルーマン・ショー The Truman Show (1998年) - 脚本・製作
- シモーヌ S1m0ne (2002年) - 監督・脚本・製作
- ターミナル The Terminal (2004年) - 原案・製作総指揮
- ロード・オブ・ウォー Lord of War (2005年) - 監督・脚本・製作
- TIME/タイム In Time (2011年) - 監督・脚本・製作
- ザ・ホスト 美しき侵略者 The Host (2013年) - 監督・脚本
- ドローン・オブ・ウォー Good Kill (2015年) - 監督・製作・脚本
- ANON アノン Anon (2018年) - 監督・脚本・製作